# Synpelurga
Synpelurga là một chi bướm đêm thuộc họ Geometridae.